# سينثيا إيكيرت
سينثيا إيكيرت (بالإنجليزية: Cynthia Eckert)‏ هي مجدفة أمريكية، ولدت في 27 أكتوبر 1965 في إيفانستون في الولايات المتحدة.

## وصلات خارجية
- سينثيا إيكيرت على موقع الاتحاد الدولي للتجديف (الإنجليزية)
- سينثيا إيكيرت على موقع اللجنة الأولمبية الدولية (الإنجليزية)
- سينثيا إيكيرت على موقع أوليمبيديا (الإنجليزية)